# Aiphanes minima
Aiphanes minima är en enhjärtbladig växtart som först beskrevs av Joseph Gaertner, och fick sitt nu gällande namn av Karl Ewald Maximilian Burret. Aiphanes minima ingår i släktet Aiphanes och familjen Arecaceae. Inga underarter finns listade i Catalogue of Life.

## Bildgalleri

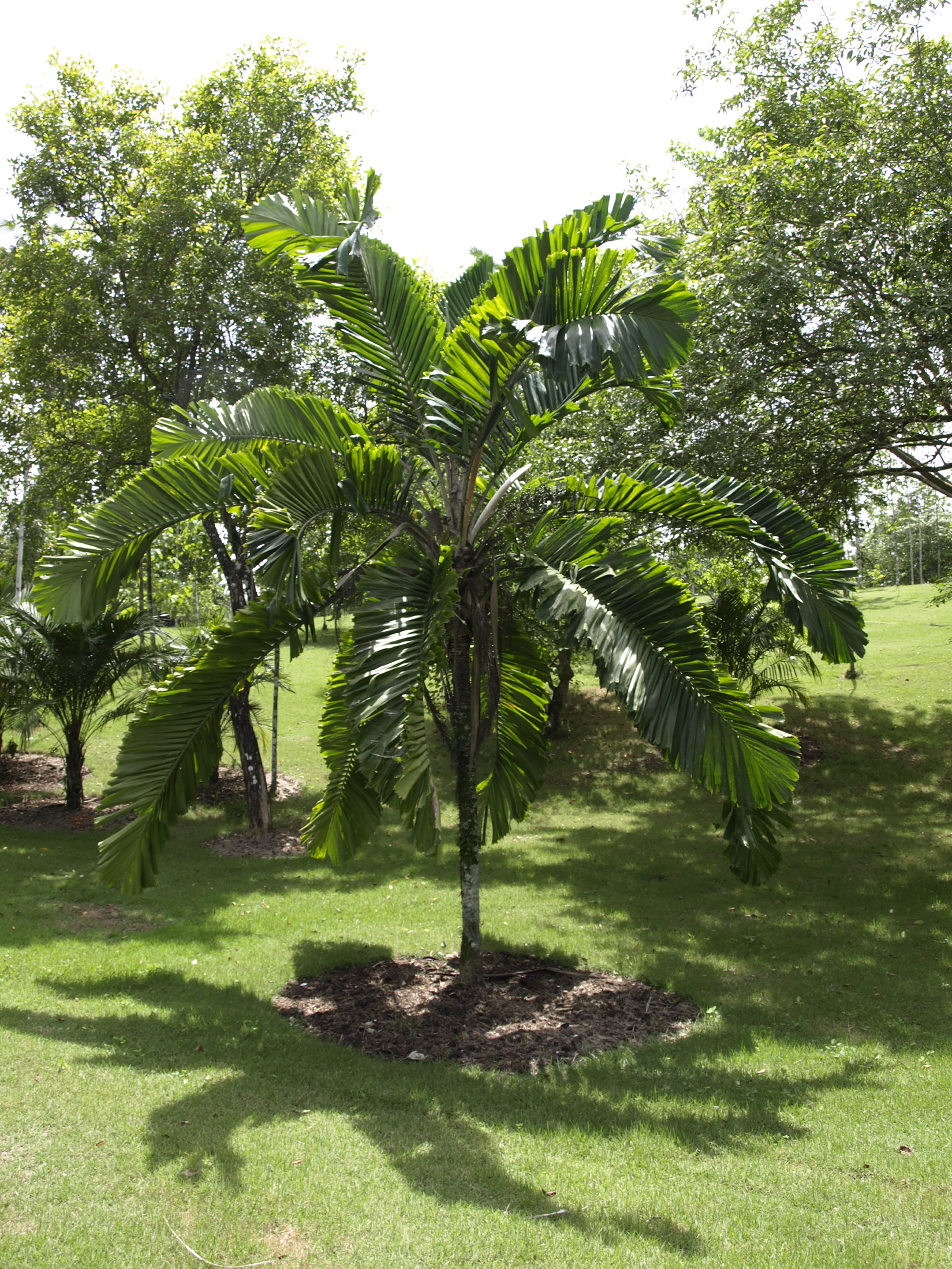
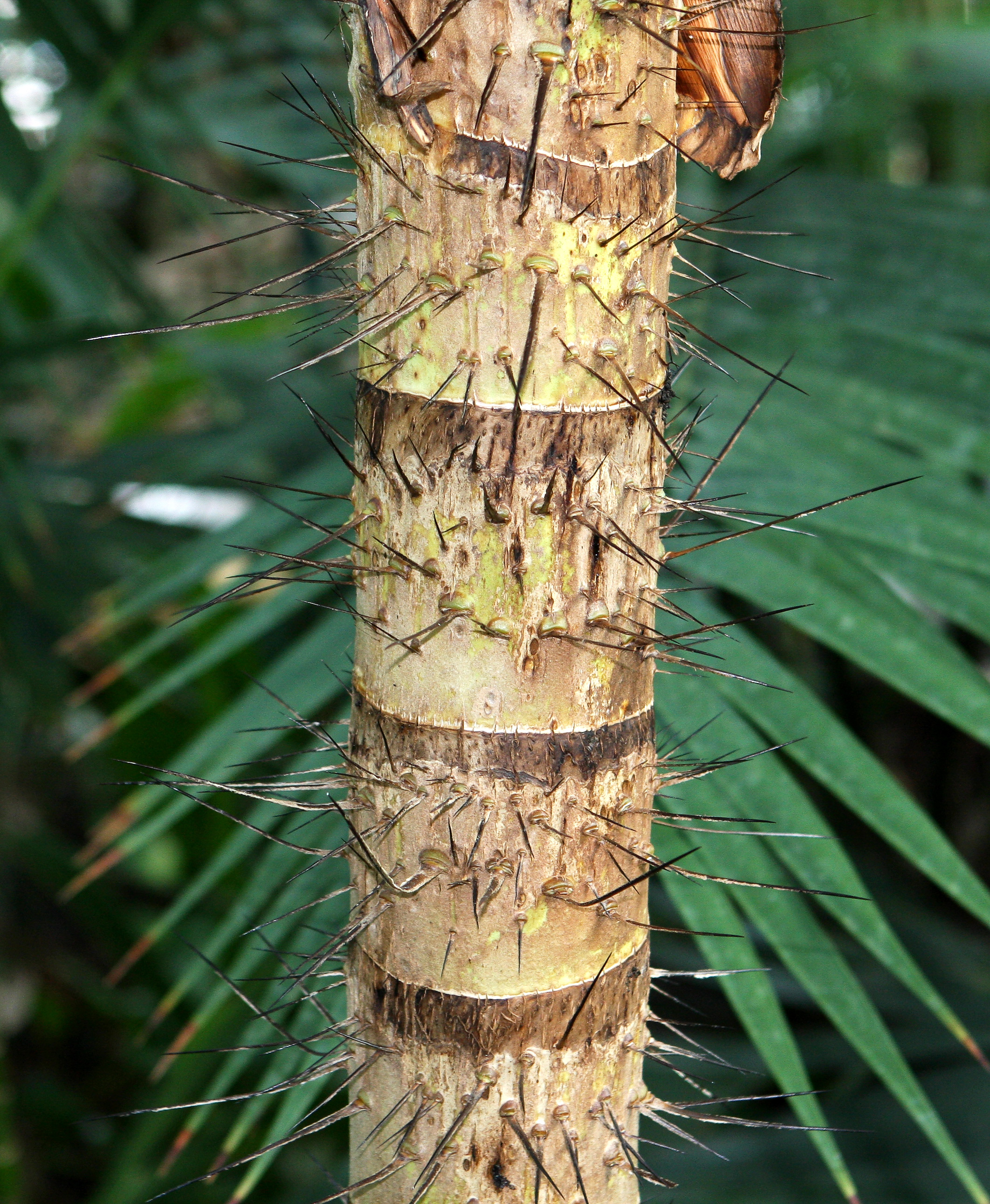
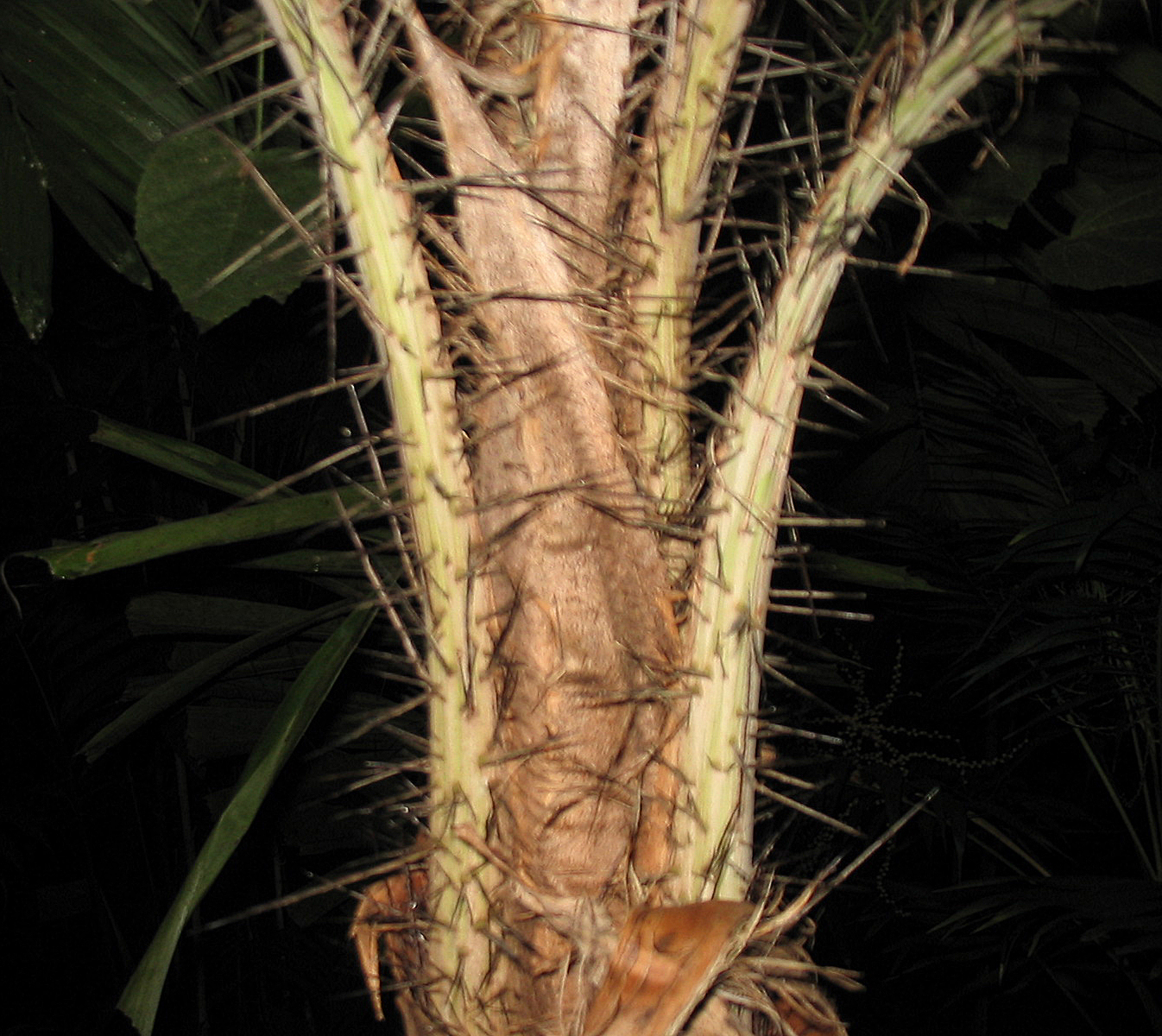